# Kosuriće
Kosuriće (en serbe cyrillique : Косуриће) est un village de Serbie situé sur le territoire de la Ville de Novi Pazar, district de Raška. Au recensement de 2011, il comptait 90 habitants.

## Démographie

### Évolution historique de la population
| 1948 | 1953 | 1961 | 1971 | 1981 | 1991 | 2002 | 2011 |
| ---- | ---- | ---- | ---- | ---- | ---- | ---- | ---- |
| 324  | 348  | 388  | 360  | 289  | 188  | 125  | 90   |

|  |